# Robert Bailey jr.
Robert Bailey Jr. (Minneapolis, 28 oktober 1989) is een Amerikaans acteur.

## Filmografie

### Films
Uitgezonderd korte films.
- 2021 Malibu Horror Story - als Matt
- 2015 Edge - als Benny
- 2013 From the Rough – als Craig
- 2013 Notes from Dad – als Derek
- 2012 Model Minority – als J.J.
- 2010 High School – als Jeffrey
- 2009 To Save a Life – als Roger Dawson
- 2009 Coraline – als Wybie Lovat (stemrol)
- 2008 The Happening – als Jared
- 2006 Behind the Camera: The Unauthorized Story of 'Diff'rent Strokes' – als Gary Coleman (13-29 jaar)
- 2006 What the Bleep!?: Down the Rabbit Hole – als Reggie
- 2004 What the#$*! Do We (K)now!? – als Reggie
- 2002 Little John – als L.J. Morgan
- 2002 Dragonfly – als Jeffrey Reardon
- 2001 Too Legit: The MC Hammer Story – als jonge MC Hammer
- 2001 Bubble Boy – als buurjongen
- 2000 Baby Bedlam – als Zeke
- 2000 The '70s – als Jo-Jo (8 jaar)
- 2000 Mission to Mars – als Bobby Graham
- 1999 Jackie's Back! – als Wilson Wells
- 1997 Under Wraps – als jongen in park

### Televisieseries
Uitgezonderd eenmalige gastrollen.
- 2022-2024 For All Mankind - als Will Tyler - 13 afl.
- 2022 All American: Homecoming - als Ralph Wells - 5 afl.
- 2019-2020 Emergence - als agent Chris Minetto - 13 afl.
- 2014-2017 The Night Shift - als Dr. Paul Cummings - 45 afl.
- 2003 Wanda at Large – als Barris Hawkins – 4 afl.
- 1999-2000 Diagnosis Murder – als C.J. Bentley-Livingston – 3 afl.
- 1998-1999 Becker – als M.J. Johnson – 3 afl.
- 1997-1998 The Parent 'Hood – als Jesse – 4 afl.

## Prijzen

### Young Artist Award
- 1999 in de categorie Beste Optreden in een Komedieserie als Gastacteur met de televisieserie Becker - gewonnen.

- Library of Congress Control Number: no2016110550
- Virtual International Authority File: 4147266984035482926
- WorldCat: E39PBJfx4gxwTdddBVQx4MR7pP